# Willi Weigelt
Willi Weigelt (* 19. September 1920 in Karlsruhe; † 28. Oktober 2002 in Pforzheim) war ein deutscher Politiker (SPD). Er war von 1963 bis 1966 Erster Bürgermeister und von 1966 bis 1985 Oberbürgermeister der baden-württembergischen Großstadt Pforzheim.

## Leben
Willi Weigelt stammte aus einer Arbeiterfamilie. Aus finanziellen Gründen war ihm der Besuch einer höheren Schule, für die damals Schulgeld bezahlt werden musste, versagt. Daher begann er 1935 als Beamtenlehrling bei der Karlsruher Stadtverwaltung. Während des Zweiten Weltkriegs war er von 1940 bis 1945 Soldat. Er war drei Jahre in Russland bei den Panzergrenadieren, zuletzt als Kompaniechef, und wurde mehrfach verwundet. Anschließend kam er in amerikanische Kriegsgefangenschaft. Nach Kriegsende ging er wieder zur Stadt Karlsruhe. Er legte die Begabtenprüfung ab und konnte auf diese Weise 1947 ein Studium der Staats- und Wirtschaftswissenschaften beginnen. 1950 schloss er das Studium mit dem Examen ab, 1953 promovierte er nebenberuflich über das Thema Die Lage der deutschen Gemeinden im Finanzausgleich zum Dr. rer. pol. mit dem Prädikat sehr gut. 1954 wurde er stellvertretender Kämmerer der Stadt Karlsruhe und 1958 Direktor der Städtischen Rheinhäfen Karlsruhe.
Am 29. Januar 1963 wurde Willi Weigelt vom Pforzheimer Gemeinderat ohne Gegenstimme zum Ersten Bürgermeister und Baudezernenten gewählt. In diesem Amt folgte ihm 1966 Albert Klein nach. Am 28. November 1965 trat Weigelt bei der Oberbürgermeisterwahl gegen den seit 1947 amtierenden Johann Peter Brandenburg (FDP) an und wurde – für viele überraschend – mit 59,93 Prozent der Stimmen zum Stadtoberhaupt gewählt. Die Amtseinführung fand am 1. Februar 1966 statt. Von 1973 bis 1987 war er zudem ehrenamtlicher Vorsitzender des Regionalverbands Nordschwarzwald; seit 1970 bereits der Regionalen Planungsgemeinschaft als dessen Vorgänger. Als sich Willi Weigelt 1973 für eine zweite Amtsperiode zur Wahl stellte, hatte er keinen Gegenkandidaten. Von den abgegebenen Stimmen entfielen 98,63 Prozent auf ihn.
Die letzte Amtszeit von Willi Weigelt hätte bis zum 31. Januar 1986 gedauert. Am 19. März 1985 kündigte er im Gemeinderat seinen Rücktritt aus gesundheitlichen Gründen zum 30. April 1985 an. Am 10. Mai 1985 wurde ihm die Ehrenbürgerwürde der Stadt Pforzheim zuerkannt. Anlässlich seines 100. Geburtstages wurde 2020 ein zentraler Platz in der Pforzheimer Südweststadt in Dr.-Willi-Weigelt-Platz umbenannt.

## Wirken als Oberbürgermeister
In der „Ära Weigelt“ ist Pforzheim zur Großstadt herangewachsen, die Gewerbegebiete Oberes Enztal, Wilferdinger Höhe und Altgefäll wurden erschlossen, der Stadtteil Haidach wurde geplant und der Stadtteil Sonnenhof ausgebaut. Die Sanierung des Stadtteils Brötzingen wurde auf den Weg gebracht. Das Neue Rathaus erstand und die Stadtmitte wurde neugestaltet. Der Betriebshof der Verkehrsbetriebe im Brötzinger Tal, die Hauptfeuerwache, das Heizkraftwerk, der Ausbau des Städtischen Krankenhauses, die Stilllegung der Gaskokerei und die Umstellung auf Erdgas sind weitere Projekte, die in seine Amtszeit fielen.
Das Gewicht der Stadt Pforzheim wurde durch die Gemeinde- und Gebietsreform mit den Eingemeindungen von Würm, Hohenwart, Huchenfeld, Büchenbronn und Eutingen verstärkt. Die Zahl der Schulen, Kinderspielplätze, Alten- und Pflegeheimplätze verdoppelte sich, das Wartbergfreibad wurde eröffnet. Mit Unterstützung der Stadt Pforzheim wurde die Höhere Wirtschaftsfachschule vom Land Baden-Württemberg in Pforzheim eingerichtet. 1984 wurde für die Pforzheimer Stadthalle (heute CongressCentrum Pforzheim) der erste Spatenstich vorgenommen. Die Einweihung des Flusskraftwerks bei der Auerbrücke war eine seiner letzten Amtshandlungen.

## Privates
Willi Weigelt war seit 1946 verheiratet mit Adelinde Weigelt geb. Stichling (1923–2001). Das Paar hatte eine Tochter, die Zahnärztin Christiana Weigelt-Schmalz (1948–2024).

## Veröffentlichungen
- Die Lage der deutschen Gemeinden im Finanzausgleich. Universität Tübingen, Rechts- und wirtschaftswissenschaftliche Fakultät, Dissertation 1953.